# 世界選手権自転車競技大会トラックレース
世界選手権自転車競技大会トラックレース（せかいせんしゅけんじてんしゃきょうぎたいかいトラックレース、UCI Track cycling World Championships）は、例年2月ないし3月に行われる世界選手権自転車競技大会（世界自転車選手権）のトラックレース部門の大会である。「UCIトラック世界選手権大会」「UCIトラックサイクリング世界選手権」「UCIトラックサイクリングワールドチャンピオンシップス」とも呼ばれる。
現在の開催種目はタイムトライアル、ケイリン、個人パシュート、チームパシュート、ポイントレース、スクラッチ、スプリント、チームスプリント、オムニアム、マディソン。

## 概要
1893年、シカゴ万国博覧会の開催中に併せて、第1回の大会が同地で行われた。第1回の実施種目はスクラッチ（現在の個人スプリント）、ドミフォン、10 kmの3種目であった。1894年まではアマチュアの種目のみ実施されたが、1895年より、プロの種目も実施されるようになった。
1900年より国際自転車競技連合 (UCI) 主催となり、優勝者にマイヨ・アルカンシエルというジャージが贈呈されるようになった。なお、世界自転車選手権では1920年まで、トラックレースのみが実施され、1921年よりロードレースが実施されるようになったが、1995年まで一部の年を除きトラックレースとロードレースの包括開催が続いた。また、スクラッチ（現在の個人スプリント）とドミフォンしか実施されない期間が第二次世界大戦による中断直前まで続いた。しかし、同大戦終了後最初の開催となった1946年にプロとアマの個人追抜が実施されるようになってから徐々に種目数も増えていった。
1958年の開催より、女子の種目（現在の個人スプリントと個人追抜の2種目）も行われるようになり、また既にオリンピックで実施されていた男子アマ・団体追抜（1962年）、男子アマ・1000mタイムトライアル（1966年）と男子アマ・タンデム（1966年〜1994年）が実施されるようになると、オリンピックで実施される種目数とほとんど変わらなくなった。一方、1972年から1992年まで、オリンピック開催年においては、オリンピックで実施される種目（つまりは一部のアマチュア種目）については、当大会では実施されなかった。また男子アマでは1977年から、男子プロでは1980年、女子は1988年からポイントレースが実施されることになった。そして、日本自転車競技関係者のたっての希望が叶い、1980年より、男子プロ・ケイリンが開始された。
1996年のアトランタオリンピックより、プロ、アマの垣根が取り払われ、オープン化することが決定したことを受け、1993年の大会よりオリンピックにさきがけてオープン化を実施した。しかし一方で、タンデムスプリントとドミフォンについては、オープン化に対応できる見通しが立たないとして、1994年の大会をもって廃止されることになった。その後、男子チームスプリント・男子マディソン・女子500mタイムトライアル（いずれも1995年より開始）、男女スクラッチ・女子ケイリン（2002年）、男女オムニアム・女子チームスプリント（2007年）、女子団体追抜（2008年）という形で、続々と新種目が実施されるようになり、2011年現在、男子10種目、女子9種目が行われている。
ロードレースとの分離開催が行なわれるようになった1996年以降、概ね9月ないし10月に開催されていたが、2004年については、アテネオリンピックの選考大会の意味合いも兼ねて5月に実施。さらに翌2005年からは、UCIのトラックレース振興策を受け、現在の開催時期に移行することになった。
なお、ジュニア部門についてはジュニア世界選手権自転車競技大会、マスターズ部門についてはマスターズ世界選手権自転車競技大会にてそれぞれ行われており、当大会では実施されない。

## 歴代優勝者、上位入賞者
| 種別                    | 参照項目                                                                            |
| ----------------------- | ----------------------------------------------------------------------------------- |
| 男子スプリント          | →「 世界自転車選手権男子スプリント歴代優勝者 § 個人スプリント 」を参照              |
| 男子チームスプリント    | →「 世界自転車選手権男子スプリント歴代優勝者 § チームスプリント 」を参照            |
| 男子ケイリン            | →「 世界自転車選手権男子ケイリン歴代優勝者 」を参照                                 |
| 男子個人パシュート      | →「 世界自転車選手権男子追い抜き歴代優勝者 § 個人追い抜き 」を参照                  |
| 男子チームパシュート    | →「 世界自転車選手権男子追い抜き歴代優勝者 § 団体追い抜き 」を参照                  |
| 男子ポイントレース      | →「 世界自転車選手権男子ポイント 同マディソン歴代優勝者 § ポイント 」を参照         |
| 男子マディソン          | →「 世界自転車選手権男子ポイント 同マディソン歴代優勝者 § マディソン 」を参照       |
| 男子1Kmタイムトライアル | →「 世界自転車選手権男子その他トラック種目歴代優勝者 § 1Kmタイムトライアル 」を参照 |
| 男子スクラッチ          | →「 世界自転車選手権男子その他トラック種目歴代優勝者 § スクラッチ 」を参照          |
| 男子オムニアム          | →「 世界自転車選手権男子その他トラック種目歴代優勝者 § オムニアム 」を参照          |
| 女子                    | →「 世界自転車選手権女子トラック種目歴代優勝者 」を参照                             |

## 金メダル獲得数ランキング

### 男子
|    | 選手名                 | 国籍     | メダル獲得 初年度 | メダル獲得 最終年度 | 金 | 銀 | 銅 | 合計 | 種目                             |
| -- | ---------------------- | -------- | ----------------- | ------------------- | -- | -- | -- | ---- | -------------------------------- |
| 1  | アルノー・トゥルナン   | フランス | 1997              | 2008                | 14 | 3  | 2  | 19   | TSP、1kmTT、スプリント、ケイリン |
| 2  | クリス・ホイ           | イギリス | 1999              | 2011                | 10 | 6  | 7  | 23   | TSP、1kmTT、スプリント、ケイリン |
| 3  | フロリアン・ルソー     | フランス | 1993              | 2002                | 10 | 2  | 4  | 16   | TSP、1kmTT、スプリント、         |
| 4  | ウース・フローラー     | スイス   | 1978              | 1989                | 10 | 0  | 4  | 14   | ポイント、ケイリン               |
| 5  | 中野浩一               | 日本     | 1977              | 1986                | 10 | 0  | 0  | 10   | スプリント                       |
| 6  | ダニエル・モレロン     | フランス | 1964              | 1980                | 8  | 3  | 5  | 16   | スプリント、タンデム、ケイリン   |
| 7  | グレゴリー・ボジェ     | フランス | 2006              | 2011                | 8  | 2  | 0  | 10   | スプリント、TSP                  |
| 8  | ミカエル・ヒュープナー | ドイツ   | 1983              | 1996                | 7  | 7  | 2  | 16   | スプリント、ケイリン、TSP        |
| 9  | ローラン・ガネ         | フランス | 1996              | 2004                | 7  | 5  | 3  | 15   | スプリント、ケイリン、TSP        |
| 10 | ホアン・リャネラス     | スペイン | 1996              | 2007                | 7  | 3  | 2  | 12   | ポイント、マディソン             |

### 女子
|    | 選手名                     | 国籍           | メダル獲得 初年度 | メダル獲得 最終年度 | 金 | 銀 | 銅 | 合計 | 種目                                       |
| -- | -------------------------- | -------------- | ----------------- | ------------------- | -- | -- | -- | ---- | ------------------------------------------ |
| 1  | フェリシア・バランジェ     | フランス       | 1994              | 1999                | 10 | 1  | 0  | 11   | スプリント、500mTT                         |
| 2  | ヴィクトリア・ペンドルトン | イギリス       | 2005              | 2011                | 8  | 5  | 2  | 15   | スプリント、TSP、ケイリン、500mTT          |
| 3  | ナタリア・ツィリンスカヤ   | ベラルーシ     | 2000              | 2007                | 8  | 1  | 1  | 10   | スプリント、500mTT                         |
| 4  | アンナ・メアーズ           | オーストラリア | 2003              | 2011                | 7  | 5  | 4  | 16   | スプリント、TSP、ケイリン、500mTT          |
| 5  | オルガ・スリュサレヴァ     | ロシア         | 1995              | 2006                | 6  | 6  | 6  | 18   | スプリント、ポイント、個人追抜、スクラッチ |
| 6  | ガリナ・エルモラエヴァ     | ソビエト連邦   | 1958              | 1975                | 6  | 5  | 4  | 15   | スプリント                                 |
| 7  | ガリナ・ツァレヴァ         | ソビエト連邦   | 1969              | 1980                | 6  | 1  | 1  | 8    | スプリント                                 |
| 8  | タマラ・ガルクチナ         | ソビエト連邦   | 1967              | 1974                | 6  | 1  | 0  | 7    | 個人追抜                                   |
| 8  | レベッカ・トゥイッグ       | アメリカ合衆国 | 1982              | 1995                | 6  | 1  | 0  | 7    | 個人追抜                                   |
| 10 | ベリル・バートン           | イギリス       | 1959              | 1973                | 5  | 3  | 3  | 11   | 個人追抜                                   |

## 日本人選手の主な記録
日本人選手が初めて当大会に参加したのは、1936年のチューリッヒ大会。しかしその後勃発した第二次世界大戦の影響により、その後参加するのは21年後の1957年となった。同年にはアマチュアの他、競輪選手である中井光雄、中野泰満の2人がプロ部門に参加。以後一部の年を除き、毎年欠かさず参加している。
1968年、プロ選手団が平間誠記の事故死を受けて参加を見送ったのに対してアマ選手団は参加することになったが、男子タンデムスプリントにおいて、井上三次、班目隆雄のコンビが当大会史上日本人選手として初めての銅メダルを獲得した。その後、1975年に阿部良二がプロ・スクラッチ（現在の個人スプリント）において、競輪選手として初めて銅メダルを獲得。さらには承知の通り、1977年から1986年まで、中野浩一がプロ・スクラッチ（後にプロ・スプリントと名称変更）で10連覇を達成することになる。この間、競輪選手は当大会において15年連続でメダル獲得、さらには1990年の自国・前橋におけるタンデムスプリントの銀メダル獲得を含めると、実に16年連続でメダル獲得を果たした。
その後暫くメダル獲得ができないという低迷期があったものの、日本人選手から見ると、大変のゲンのいい大会であるということがいえる。
2015年の大会では、上野みなみが女子ポイントレースで決勝戦2着となり銀メダルを獲得、日本人女子としては初のメダリストとなった。
2020年の大会では、梶原悠未が女子オムニアムで優勝し、日本人女子としては初のマイヨ・アルカンシエルを獲得した。
2021年の大会では、佐藤水菜が女子ケイリンで決勝戦2着となり銀メダルを獲得、日本人女子としては初の短距離種目（ケイリン）でメダリストとなった。
2022年の大会では、佐藤未菜が女子ケイリンで決勝戦2着となり2年連続で銀メダルを獲得した。また、窪木一茂が男子スクラッチで決勝戦2着となり、同種目では日本人として12年ぶりのメダリスト、また日本人初の銀メダルを獲得。
2023年の大会では、窪木一茂が男子スクラッチにて2年連続で銀メダルを獲得したほか、男子オムニアムで今村駿介が決勝戦3着となり、同種目では日本人初となるメダリストとなった。女子では内野艶和が女子ポイントレースで決勝戦3着となり銅メダルを獲得、同種目では8年ぶりの日本人女子メダリストとなった。
当大会のメダリスト一覧（太字は金メダル）
| 年   | 選手名              | メダル | 種目                     |
| ---- | ------------------- | ------ | ------------------------ |
| 1968 | 井上三次 班目隆雄   | 銅     | アマ・タンデムスプリント |
| 1975 | 阿部良二            | 銅     | プロ・スクラッチ         |
| 1976 | 菅田順和            | 銅     | プロ・スクラッチ         |
| 1977 | 中野浩一            | 金     | プロ・スクラッチ         |
| 1977 | 菅田順和            | 銀     | プロ・スクラッチ         |
| 1978 | 中野浩一(2)         | 金     | プロ・スクラッチ         |
| 1978 | 菅野良信            | 銅     | プロ・スクラッチ         |
| 1979 | 中野浩一(3)         | 金     | プロ・スクラッチ         |
| 1980 | 中野浩一(4)         | 金     | プロ・スクラッチ         |
| 1980 | 尾崎雅彦            | 銀     | プロ・スクラッチ         |
| 1981 | 中野浩一(5)         | 金     | プロ・スクラッチ         |
| 1981 | 高橋健二            | 銅     | プロ・スクラッチ         |
| 1981 | 久保千代志          | 銅     | プロ・ケイリン           |
| 1982 | 中野浩一(6)         | 金     | プロ・スクラッチ         |
| 1982 | 北村徹              | 銅     | プロ・ケイリン           |
| 1983 | 中野浩一(7)         | 金     | プロ・スクラッチ         |
| 1984 | 中野浩一(8)         | 金     | プロ・スクラッチ         |
| 1985 | 中野浩一'(9)        | 金     | プロ・スプリント         |
| 1985 | 松枝義幸            | 銀     | プロ・スプリント         |
| 1985 | 滝澤正光            | 銅     | プロ・ケイリン           |
| 1986 | 中野浩一(10)        | 金     | プロ・スプリント         |
| 1986 | 松井英幸            | 銀     | プロ・スプリント         |
| 1986 | 俵信之              | 銅     | プロ・スプリント         |
| 1987 | 俵信之              | 金     | プロ・スプリント         |
| 1987 | 松井英幸            | 銀     | プロ・スプリント         |
| 1987 | 本田晴美            | 金     | プロ・ケイリン           |
| 1987 | 井上茂徳            | 銅     | プロ・ケイリン           |
| 1988 | 俵信之              | 銅     | プロ・スプリント         |
| 1989 | 神山雄一郎          | 銀     | プロ・スプリント         |
| 1989 | 松井英幸            | 銅     | プロ・スプリント         |
| 1989 | 佐古雅俊            | 銅     | プロ・ケイリン           |
| 1990 | 稲村成浩 齋藤登志信 | 銀     | アマ・タンデムスプリント |
| 1993 | 吉岡稔真            | 銅     | ケイリン                 |
| 2010 | 盛一大              | 銅     | 男子スクラッチ           |
| 2015 | 上野みなみ          | 銀     | 女子ポイントレース       |
| 2018 | 河端朋之            | 銀     | 男子ケイリン             |
| 2019 | 新田祐大            | 銀     | 男子ケイリン             |
| 2020 | 脇本雄太            | 銀     | 男子ケイリン             |
| 2020 | 梶原悠未            | 金     | 女子オムニアム           |
| 2021 | 佐藤水菜            | 銀     | 女子ケイリン             |
| 2022 | 窪木一茂            | 銀     | 男子スクラッチ           |
| 2022 | 佐藤水菜            | 銀     | 女子ケイリン             |
| 2023 | 窪木一茂            | 銀     | 男子スクラッチ           |
| 2023 | 今村駿介            | 銅     | 男子オムニアム           |
| 2023 | 内野艶和            | 銅     | 女子ポイントレース       |

## 歴代開催地
| 年        | 開催国                   | 開催地                   | 開催場                               |
| --------- | ------------------------ | ------------------------ | ------------------------------------ |
| 1893      | アメリカ合衆国           | シカゴ                   |                                      |
| 1894      | ベルギー                 | アントワープ             |                                      |
| 1895      | ドイツ                   | ケルン                   |                                      |
| 1896      | デンマーク               | コペンハーゲン           |                                      |
| 1897      | イギリス                 | グラスゴー               | セルティック・パーク                 |
| 1898      | オーストリア             | ウイーン                 |                                      |
| 1899      | カナダ                   | モントリオール           |                                      |
| 1900      | フランス                 | パリ                     |                                      |
| 1901      | ドイツ                   | ベルリン                 |                                      |
| 1902      | イタリア                 | ローマ                   |                                      |
| 1903      | デンマーク               | コペンハーゲン           |                                      |
| 1904      | イギリス                 | ロンドン                 |                                      |
| 1905      | ベルギー                 | アントワープ             |                                      |
| 1906      | スイス                   | ジュネーブ               |                                      |
| 1907      | フランス                 | パリ                     |                                      |
| 1908      | ドイツ                   | ベルリン                 |                                      |
| 1909      | デンマーク               | コペンハーゲン           |                                      |
| 1910      | ベルギー                 | ブリュッセル             |                                      |
| 1911      | イタリア                 | ローマ                   |                                      |
| 1912      | アメリカ合衆国           | ニューアーク             | ニューアーク・ヴェロドローム         |
| 1913      | ドイツ                   | ライプツィヒ             |                                      |
| 1914      | デンマーク               | コペンハーゲン           |                                      |
| 1915–1919 | 第一次世界大戦のため中止 | 第一次世界大戦のため中止 | 第一次世界大戦のため中止             |
| 1920      | ベルギー                 | アントワープ             |                                      |
| 1921      | デンマーク               | コペンハーゲン           |                                      |
| 1922      | フランス                 | パリ                     |                                      |
| 1923      | スイス                   | チューリッヒ             |                                      |
| 1924      | フランス                 | パリ                     |                                      |
| 1925      | オランダ                 | アムステルダム           |                                      |
| 1926      | イタリア                 | ミラノ                   |                                      |
| 1927      | ドイツ                   | ケルン                   |                                      |
| 1928      | ハンガリー               | ブダペスト               | ミレナーリス・スポルテレップ         |
| 1929      | スイス                   | チューリッヒ             |                                      |
| 1930      | ベルギー                 | ブリュッセル             |                                      |
| 1931      | デンマーク               | コペンハーゲン           |                                      |
| 1932      | イタリア                 | ローマ                   |                                      |
| 1933      | フランス                 | パリ                     |                                      |
| 1934      | ドイツ                   | ライプツィヒ             |                                      |
| 1935      | ベルギー                 | ブリュッセル             |                                      |
| 1936      | スイス                   | チューリッヒ             |                                      |
| 1937      | デンマーク               | コペンハーゲン           |                                      |
| 1938      | オランダ                 | アムステルダム           |                                      |
| 1939      | イタリア                 | ミラノ                   |                                      |
| 1940–1945 | 第二次世界大戦のため中止 | 第二次世界大戦のため中止 | 第二次世界大戦のため中止             |
| 1946      | スイス                   | チューリッヒ             |                                      |
| 1947      | フランス                 | パリ                     |                                      |
| 1948      | オランダ                 | アムステルダム           |                                      |
| 1949      | デンマーク               | コペンハーゲン           |                                      |
| 1950      | ベルギー                 | ロクール                 | スタッド・ヴェロドロム・ド・ロクール |
| 1951      | イタリア                 | ミラノ                   |                                      |
| 1952      | フランス                 | パリ                     |                                      |
| 1953      | スイス                   | チューリッヒ             |                                      |
| 1954      | 西ドイツ                 | ケルン                   |                                      |
| 1955      | イタリア                 | ミラノ                   |                                      |
| 1956      | デンマーク               | コペンハーゲン           |                                      |
| 1957      | ベルギー                 | ロクール                 | スタッド・ヴェロドロム・ド・ロクール |
| 1958      | フランス                 | パリ                     |                                      |
| 1959      | オランダ                 | アムステルダム           | オリンピック・スタジアム1928         |
| 1960      | 東ドイツ                 | ライプツィヒ             |                                      |
| 1961      | スイス                   | チューリッヒ             |                                      |
| 1962      | イタリア                 | ミラノ                   |                                      |

| 年   | 開催国           | 開催地                       | 開催場                                             |
| ---- | ---------------- | ---------------------------- | -------------------------------------------------- |
| 1963 | ベルギー         | ロクール                     | スタッド・ヴェロドロム・ド・ロクール               |
| 1964 | フランス         | パリ                         |                                                    |
| 1965 | スペイン         | サン・セバスティアン         |                                                    |
| 1966 | 西ドイツ         | フランクフルト               |                                                    |
| 1967 | オランダ         | アムステルダム               |                                                    |
| 1968 | イタリア         | ローマ                       |                                                    |
| 1969 | ベルギー         | アントワープ                 |                                                    |
| 1970 | イギリス         | レスター                     | サフラン・レーン・スポーツ・センター               |
| 1971 | イタリア         | ヴァレーゼ                   | ルイジ・ガンナ・ヴェロドローム                     |
| 1972 | フランス         | マルセイユ                   | スタッド・ヴェロドローム                           |
| 1973 | スペイン         | サン・セバスティアン         | ベロドロモ・デ・アノエタ                           |
| 1974 | カナダ           | モントリオール               | モントリオール大学自転車競技場                     |
| 1975 | ベルギー         | ロクール                     | スタッド・ヴェロドロム・ド・ロクール               |
| 1976 | イタリア         | モンテローニ・ディ・レッチェ | ウリーヴィ・ヴェロドローム                         |
| 1977 | ベネズエラ       | サン・クリストバル           | ホセ・デ・ヘスス・モラ・フィゲロア・ベロドローム   |
| 1978 | 西ドイツ         | ミュンヘン                   | ラットシュタディオン                               |
| 1979 | オランダ         | アムステルダム               | スロテン・フェロドロム                             |
| 1980 | フランス         | ブザンソン                   | スタッド・レオ・ラグランジュ                       |
| 1981 | チェコスロバキア | ブルノ                       | ブルノ・ヴェロドローム                             |
| 1982 | イギリス         | レスター                     | サフラン・レーン・スポーツ・センター               |
| 1983 | スイス           | チューリッヒ                 | エルリコン・ヴェロドローム                         |
| 1984 | スペイン         | バルセロナ                   | ベロドローム・ドルタ                               |
| 1985 | イタリア         | バッサーノ・デル・グラッパ   | スタディオ・リノ・メルカンテ                       |
| 1986 | アメリカ合衆国   | コロラド・スプリングス       | 7イレヴン・USOTC・ヴェロドローム                   |
| 1987 | オーストリア     | ウイーン                     | フェリー＝ドゥジーカ＝ハレンシュタディオン         |
| 1988 | ベルギー         | ヘント                       | ブラールメールセン                                 |
| 1989 | フランス         | リヨン                       | テット・ドール・ヴェロドロム                       |
| 1990 | 日本             | 前橋市                       | グリーンドーム前橋                                 |
| 1991 | ドイツ           | シュトゥットガルト           | ハンス＝マルティン＝シュレーヤー＝ハレ             |
| 1992 | スペイン         | バレンシア                   | ルイス・プイグ・ベロドローム                       |
| 1993 | ノルウェー       | ハーマル                     | ヴィキングスキペット・オリンピック・アリーナ       |
| 1994 | イタリア         | パレルモ                     | パオロ・ボルセッリーノ・ヴェロドローム             |
| 1995 | コロンビア       | ボゴタ                       | ベロドロモ・ルイス・カルロス・ガラン               |
| 1996 | イギリス         | マンチェスター               | マンチェスター・ベロドローム                       |
| 1997 | オーストラリア   | パース                       | パース・スピードドーム                             |
| 1998 | フランス         | ボルドー                     | ヴェロドロム・ド・ボルドー                         |
| 1999 | ドイツ           | ベルリン                     | ベルリン・ヴェロドローム                           |
| 2000 | イギリス         | マンチェスター               | マンチェスター・ベロドローム                       |
| 2001 | ベルギー         | アントワープ                 | アントウェルプス・スポルトパレイス                 |
| 2002 | デンマーク       | バレルプ                     | ジーメンス・アリーナ                               |
| 2003 | ドイツ           | シュトゥットガルト           | ハンス＝マルティン＝シュレーヤー＝ハレ             |
| 2004 | オーストラリア   | メルボルン                   | ボーダフォン・アリーナ                             |
| 2005 | アメリカ合衆国   | ロサンゼルス                 | ADT・イヴェント・センター                          |
| 2006 | フランス         | ボルドー                     | ヴェロドロム・ド・ボルドー                         |
| 2007 | スペイン         | パルマ・デ・マヨルカ         | パルマ・アリーナ                                   |
| 2008 | イギリス         | マンチェスター               | マンチェスター・ベロドローム                       |
| 2009 | ポーランド       | プルシュクフ                 | BGŻ・アリーナ                                      |
| 2010 | デンマーク       | バレルプ                     | バレルプ・スーパー・アリーナ                       |
| 2011 | オランダ         | アペルドールン               | オムニスポルト・アペルドールン                     |
| 2012 | オーストラリア   | メルボルン                   | ハイセンス・アリーナ                               |
| 2013 | ベラルーシ       | ミンスク                     | ミンスク・アリーナ                                 |
| 2014 | コロンビア       | サンティアゴ・デ・カリ       | ベロドロモ・アルシデス・ニエト・パティーニョ       |
| 2015 | フランス         | イヴリーヌ                   | ベロドローム・ド・サン＝カンタン＝アン＝イヴリーヌ |
| 2016 | イギリス         | ロンドン                     | リー・バレー・ヴェロパーク                         |
| 2017 | 香港             | 香港                         | 香港ベロドローム                                   |
| 2018 | オランダ         | アペルドールン               | オムニスポーツ・アペルドールン                     |
| 2019 | ポーランド       | プルシュクフ                 | BGŻアリーナ                                        |
| 2020 | ドイツ           | ベルリン                     | ヴェロドローム                                     |
| 2021 | トルクメニスタン | アシガバート                 | アシガバート・ヴェロドローム                       |
| 2022 | フランス         | イヴリーヌ                   | ベロドローム・ド・サン＝カンタン＝アン＝イヴリーヌ |
| 2023 | イギリス         | グラスゴー                   | サー・クリス・ホイ・ベロドローム                   |
| 2024 | デンマーク       | バレルップ                   | バレルップ・シュペル・アレーナ                     |